# Сухомлыново
Сухомлыново (укр. Сухомлинове) — село, относится к Ивановскому району Одесской области Украины.
Население по переписи 2001 года составляло 253 человека. Почтовый индекс — 67230. Телефонный код — 4854. Занимает площадь 1,16 км². Код КОАТУУ — 5121880404.

## Местный совет
67230, Одесская обл., Ивановский р-н, с. Бараново, ул. Центральная, 39